# Hadaka no Hadaka no Hadaka no KISS / Are Kore Shitai!
Singles de Juice=Juice
Ijiwaru Shinaide Dakishimete yo / Hajimete wo Keikenchū
(4 décembre 2013) Black Butterfly / Kaze ni Fukarete
(30 juillet 2014)
 Hadaka no Hadaka no Hadaka no KISS / Are Kore Shitai! (裸の裸の裸のKISS/アレコレしたい!, trad. : « Un baiser nu nu nu / Je veux faire ceci et cela! ») est le troisième single dit "major" du groupe féminin japonais Juice=Juice, sorti en mars 2014.

## Détails
Le single est écrit, composé et produit par Tsunku, et sort le 19 mars 2014 au Japon sur le label hachama, trois mois après le 2e single "major" respectif du groupe, Ijiwaru Shinaide Dakishimete yo / Hajimete wo Keikenchū. Il atteint la 3e place du classement hebdomadaire des ventes de l'Oricon et se vend au total à 43 124 exemplaires.
Il sort en plusieurs éditions avec des couvertures différentes : deux éditions régulières notées A et B comprenant seulement le CD,, et trois éditions limitées notées A, B, C comprenant chacune un DVD différent en supplément,,.
La musique de chanson Hadaka no Hadaka no Hadaka no KISS combiné la musique pop et flamenca, un genre de musique populaire d'Espagne.
C'est un single "double face A" contenant deux chansons principales, Hadaka no Hadaka no Hadaka no KISS et Are Kore Shitai!, ainsi que leurs versions instrumentales. Tandis que les DVD contiennent les musiques vidéo des chansons principales et d'autres vidéos sur les informations des chansons (réalisation des videos, danse, etc.).

## Formation
Membres créditées sur le single : 
- Yuka Miyazaki
- Tomoko Kanazawa
- Sayuki Takagi
- Karin Miyamoto
- Akari Uemura

## Liste des titres
| 1. | Hadaka no Hadaka no Hadaka no KISS (裸の裸の裸のKISS) |  |
| 2. | Are Kore Shitai! (アレコレしたい!)                    |  |
| 3. | Hadaka no Hadaka no Hadaka no KISS (Instrumental)     |  |
| 4. | Are Kore Shitai! (instrumental)                       |  |

| 1. | Hadaka no Hadaka no Hadaka no KISS (Music Video)     |  |
| 2. | Hadaka no Hadaka no Hadaka no KISS (Dance Shot Ver.) |  |

| 1. | Are Kore Shitai! (Music Video)     |  |
| 2. | Are Kore Shitai! (Dance Shot Ver.) |  |

| 1. | Hadaka no Hadaka no Hadaka no KISS (Close-Up Ver.)                                       |  |
| 2. | Are Kore Shitai! (Close-Up Ver.)                                                         |  |
| 3. | "Hadaka no Hadaka no Hadaka no KISS / Are Kore Shitai!" Jacket, MV Making, Offshot Video |  |